# Mariengymnasium Arnsberg
Das Mariengymnasium Arnsberg ist ein staatlich genehmigtes Gymnasium in Trägerschaft des Erzbistums Paderborn in Arnsberg.

## Geschichte
Die Schule wurde 1889 von den Armen Schulschwestern von Unserer Lieben Frau als höhere katholische Töchterschule gegründet. Damit wurde neben dem Gymnasium Laurentianum eine erste höhere Schule in der Stadt für Mädchen eröffnet. Die Schwestern erwarben zu diesem Zweck im klassizistischen Viertel der Stadt Arnsberg einen etwa zwischen 1818 und 1822 errichteten Bau. Im Jahr 1898 ließen die Schwestern nach hinten in Richtung Ruhr zwei weitere Gebäudetrakte sowie eine neugotische Kapelle errichten. Diese enthält eine beachtenswerte Madonna mit Kind auf Mondsichel. Weitere Bauten entstanden um 1903. Zum Komplex des Baudenkmals gehört außerdem ein in klassizistischer Zeit entstandener Gartenpavillon.
In den ersten Jahren hatte die Schule etwa 25 Lehrerinnen, die alle dem Orden angehörten. Neben der normalen Schulbildung spielten die Schwestern eine bedeutende Rolle bei der Lehrerinnenausbildung. Bis zur Eröffnung des staatlichen Lehrerinnenseminars 1906 wurden etwa 200 Lehrerinnen an der Schule ausgebildet. Die Schule war anfangs ausgelegt auf etwa 250 bis 300 Schülerinnen, von denen einige in einem zur Schule gehörigen Internat wohnten. Im Jahr 1914 wurde die Schule als Lyzeum anerkannt. Zwei Jahre später wurde als zusätzliche Einrichtung eine höhere Handelsschule eingerichtet, die sich aber in den 1920er Jahren wegen mangelnder Nachfrage nicht behaupten konnte.
Während der Zeit des Nationalsozialismus wurde das Lyzeum 1937 den Schulschwestern entzogen und zur neusprachlichen städtischen Oberschule für Mädchen umgestaltet. Der Unterricht fand im Gebäude des ehemaligen Aufbaugymnasiums statt. Zugleich wurde das evangelische Mädchenlyzeum aufgelöst und beide Schulen zusammengelegt. Nach dem Ende des Zweiten Weltkrieges wollten zwar sowohl die englischen Besatzungsbehörden wie auch die Bezirksregierung Arnsbergs an der konfessionsübergreifenden Schule festhalten, dennoch kam es 1946 zur Wiederherstellung der Ordensschule. Allerdings wurden seitdem auch protestantische Schülerinnen aufgenommen und auch evangelische Lehrer eingestellt.
Seit 1985 nimmt die Schule auch Jungen auf. Im Jahr 2009 ist die letzte Ordensschwester aus dem Lehrerkollegium in Pension gegangen. In den vergangenen Jahren wurde die Schule durch Baumaßnahmen modernisiert und erweitert und unter anderem eine moderne Sporthalle errichtet. Angesichts des stetig wachsenden Bedarfs wurde im Jahre 2010 die erst wenige Jahre alte Cafeteria erweitert.
Im Jahr 2014 wurde das 125-jährige Jubiläum der Schulgründung mit verschiedenen über das Jahr verteilten Aktionen wie einer Fahrt der gesamten Schule zum Kölner Dom begangen. Höhepunkt war ein Festakt in der Schule mit Empfang des Erzbischofs Hans-Josef Becker und weiteren Vertretern aus Kirche, Politik und Gesellschaft.
In der Schülerschaft und darüber hinaus hat sich für das Mariengymnasium Arnsberg die Abkürzung „MGA“ etabliert.

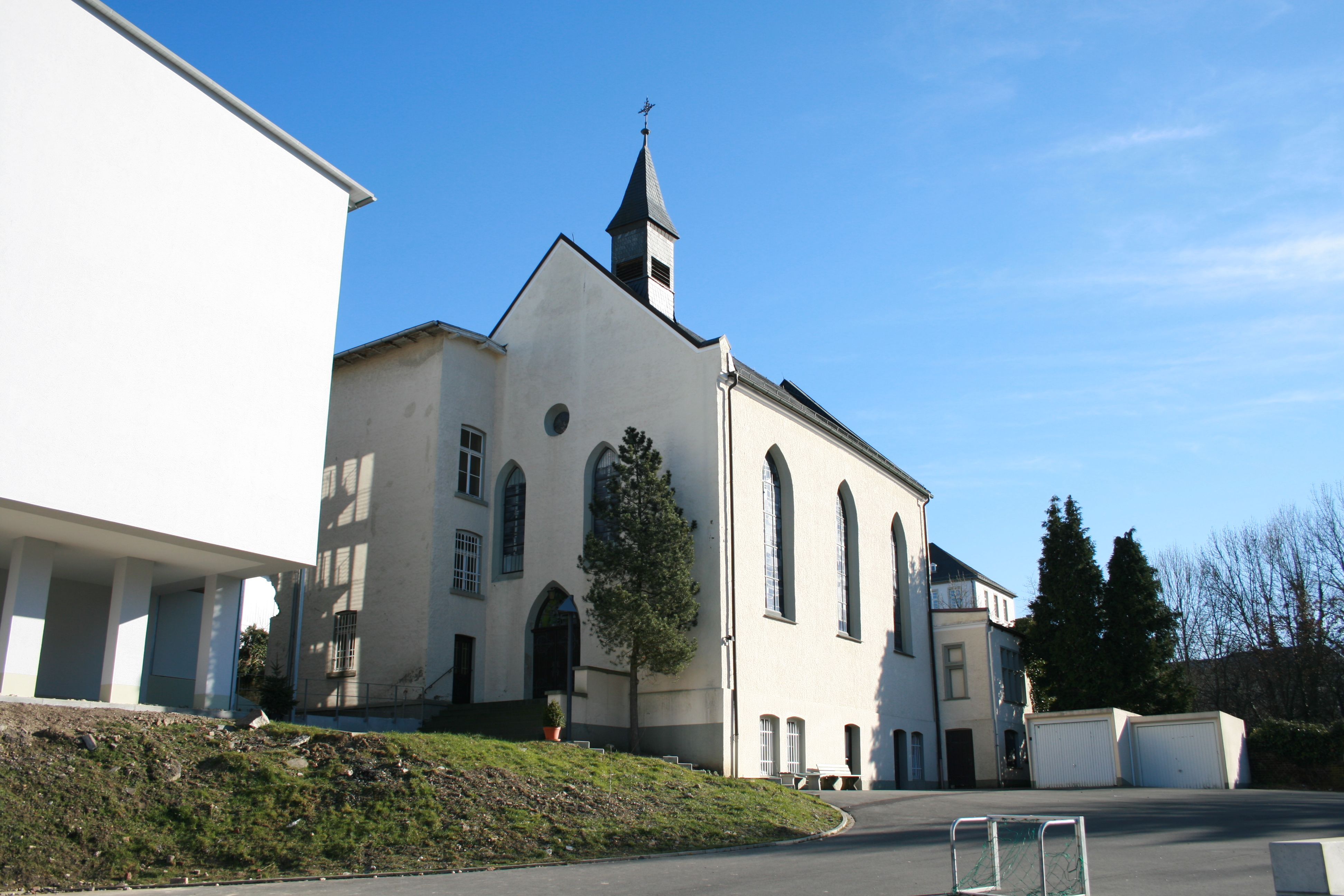
Kapelle

## Gebäude
Das heutige Hauptgebäude wurde im Laufe der Zeit um neue Gebäudetrakte erweitert. Es handelt sich dabei nun um ein zusammenhängendes Gebäude.
Das alte Hauptgebäude an der Königstraße wurde an einen Investor verkauft, der den Bau sanieren und in Altenwohnungen umbauen ließ. Im Zuge dieser Umbauarbeiten war auch der Abriss der Schulkapelle (Marienkapelle) vorgesehen. Dem hatte auch das zuständige Erzbistum Paderborn zugestimmt. Allerdings stieß dies im Frühjahr 2007 auf heftigen öffentlichen Widerstand, an dessen Spitze der Propst der Kirchengemeinde St. Laurentius stand. Zum Erhalt der Kapelle bildete sich daraufhin ein Förderverein.
Das ehemalige Schwesternhaus der Armen Schulschwestern wurde von der Katholischen Gemeinschaft Shalom genutzt, die 2016 in Arnsberg ihre erste Niederlassung in Deutschland gegründet hat.
Auf dem Grundstück des Mariengymnasiums befindet sich eines der beiden historischen Gartenhäuschen Arnsbergs aus dem frühen 19. Jahrhundert im klassizistischen Stil, die im Juli 2008 Denkmal des Monats des Landschaftsverbandes Westfalen-Lippe waren. Vor einigen Jahren wurde das Gartenhäuschen von der Stadt Arnsberg übernommen.

## Besonderheiten

### Siegel
Dem Mariengymnasium wurde das Gütesiegel Individuelle Förderung vom Land NRW verliehen. Seit 2017 ist die Schule eine Schule ohne Rassismus – Schule mit Courage. Im selben Jahr wurde das Mariengymnasium als „MINT-freundliche Schule“ ausgezeichnet. Das Mariengymnasium wurde außerdem als „Digitale Schule“ geehrt.

### Schulpartnerschaften
Die Schule unterhält eine Schulpartnerschaft mit der St Andrea Kaggwa School in Uganda und dem Lyzeum der polnischen Partnerstadt Olesno.

## Aktuelles Schulleben
Das Sprachangebot des Mariengymnasiums unterscheidet sich nicht vom benachbarten Laurentianum. Englisch wird durchgehend ab Klasse fünf unterrichtet. In der Klasse sieben kommt Latein oder Französisch als gewählte zweite Fremdsprache hinzu. Im Fach Französisch wird auf den freiwilligen Erwerb des Sprachzertifikats DELF hingearbeitet, in Latein auf den Erwerb des Latinums am Ende der Einführungsphase. Zudem besteht in der neunten Klasse die optionale Möglichkeit, seinen Stundenplan durch Spanisch als dritte Fremdsprache zu ergänzen.
In den MINT-Fächern gibt es über den Unterricht hinaus verschiedene Angebote wie Arbeitsgemeinschaften, darunter die seit vielen Jahren bestehende Naturwissenschafts-AG, und die Teilnahme an verschiedenen Wettbewerben.
Es werden mehrere Klassenfahrten veranstaltet. In aller Regel geht es in der sechsten Klasse für fünf Tage nach Norderney und in der achten Klasse in eine deutsche Großstadt wie beispielsweise Hamburg. Außerdem können zusätzliche Fahrten von den Sprachfachschaften in betreffende Länder geplant werden. In der siebten Klasse ist die freiwillige Teilnahme an einer Fahrt nach Südengland mit Unterkunft in Gastfamilien möglich. Darüber hinaus fand in der Vergangenheit regelmäßig für die Klassen 6 eine vom Träger ausgerichtete Domwallfahrt nach Paderborn statt und es werden regelmäßig verschiedene fachbezogene Exkursionen sowie Sporttage unternommen.
Es besteht eine enge Zusammenarbeit mit der auf derselben Straße gelegenen IHK, gerade im Fach Wirtschaftsenglisch, das ab der Klasse 8 angewählt werden kann.
Mit dem benachbarten Gymnasium Laurentianum besteht eine Partnerschaft für den Unterricht in diversen Fächern der gymnasialen Oberstufe, um in Kooperation Kurse, die von nur wenigen Schülern angewählt wurden, realisieren zu können.

## Ehemalige Schüler
- Helena Fromm, Taekwondo-Kämpferin
- Magdalena Padberg, Publizistin
- Jutta Richter, Jugendbuch-Autorin